# Партридж, Джон
Джон Партридж (англ. John Partridge; род. 24 июля 1971, Большой Манчестер, Великобритания) — английский актёр, танцор, певец и телеведущий, более всего известный по роли Кристиана Кларка в продолжительной мыльной опере на телеканале BBC «Жители Ист-Энда». Партридж также сыграл роль Рам Там Таггера в фильме Эндрю Ллойда Уэббера «Кошки».

## Ранние годы
Партридж обучался танцам в Королевской балетной школе. В 1982 году он появился в телевизионной адаптации романа Стэна Барстоу «Любовь… Любовь?»
Партридж продолжил обучение в школе театрального искусства Буша Дэвиса и колледже актёрского мастерства Дорин Берд, однако оставил учёбу в возрасте 16 лет для того, чтобы присоединиться к актёрскому составу гастролей британского мюзикла Эндрю Ллойда Уэббера «Кошки», в котором он стал основным танцором.

## Карьера
В мюзикле «Кошки» Партридж играл роли Алонзо и Шумного Кота и был запасным актёром для ролей мистера Мистофелиса и Рам Там Таггера. Позже актёр присоединился к постановке шоу в театре Вест-Энда, играя роли Рам Там Таггера и Мункустрапа.
В 1998 году он появился в роли Рам Там Таггера в официальной экранизации шоу, которую продюсировал Ллойд Уэббер. Фильм был снят в Театре Адельфи.
Партридж выступал в составе театра Вест-Энда до его закрытия в 2002 году, а также появился в роли Рам Там Таггера в немецкой версии мюзикла в Дюссельдорфе.
Партридж снимался на телевидении в «Шоу горячих ботинок», документальном фильме «Аспекты танцев» и комедии телеканала BBC «Игра продолжается».
Партридж снимался в телевизионных рекламных роликах для компаний Colgate и Cadbury, а также был гостем дневных ток-шоу This Morning и Pebble Mill.
С 2008-го по 2012 год Партридж был постоянным участником актёрского состава мыльной оперы на телеканале BBC One под названием «Жители Ист-Энда» в которой играл роль Кристиана Кларка, брата Джейн Бил. Партридж также работал хореографом в этом шоу. В последний раз он появился в сериале 15 ноября 2012 года.
В 2010 году Партридж вместе с Шейлой Хэнкок и Шарлоттой Черч был одним из судей телешоу Эндрю Ллойда Уэббера «Над радугой», где выбирали девушку, которая сыграет Дороти в новой постановке «Удивительный Волшебник страны Оз». В апреле 2010 года Партридж был приглашённым участником одного из эпизодов шоу «Сок знаменитостей» на телеканале ITV. В ноябре 2010 года Партридж была удостоена награды «Артист года» на ежегодной церемонии награждения Stonewall Awards.
С 2010 года Партридж представляет Национальную лотерею.
Во время Рождества и Нового года 2011 и 2012 годов Партридж сыграл Прекрасного принца в пантомиме «Золушка» в театре Марлоу в Кентербери.
В июле 2012 года на пресс-конференции было объявлено, что Партридж снова сыграет роль прекрасного принца в «Золушке», на этот раз в Королевском театре. Спектакль проходил с 8 декабря 2012 года по 13 января 2013 года.
7 сентября 2012 года Партридж объявил, что через две недели уйдет из «Жителей Ист-Энда». Актёр ненадолго повторно исполнил эту роль в мае 2014 года в двух эпизодах, в которых его персонаж присутствовал на похоронах героини сериала Люси Бил. В январе 2015 года было объявлено, что Партридж снова вернётся на неделю, чтобы отпраздновать 30-летие сериала.
Начиная с февраля 2013 года Партридж играл роль Зака в мюзикле «А Chorus Line». Было объявлено, что он будет играть в спектакле Dames 'n' Dudes" на театральной площадке «Ипподром» в Лондоне с 22 ого по 27 апреля 2013 года. Позже он появился в программе «Let’s Dance for Comic Relief» со своими коллегами, чтобы исполнить один из номеров из «A Chorus Line».
В августе 2014 года Партридж появился в реалити-шоу по гимнастике «Tumble», которое транслировалось на телеканале BBC One. Он стал третьей знаменитостью, выбывшей из конкурса.
В ноябре 2015 года было объявлено, что вскоре он сыграет Билли Флинна в мюзикле «Чикаго».
В январе 2016 года Партридж принял участие в семнадцатой серии телевизионного шоу «Celebrity Big Brother». Он покинул проект в феврале, заняв шестое место.
В апреле 2016 года в интервью для телеканала BBC Партридж сказал, что он «взволнован» возвращением в сериал «Жители Ист-Энда», которое произошло позже в том же году.
В мае 2018 года было объявлено, что Партридж появится в телевизионном шоу «Celebrity Masterchef». Он выиграл соревнование, победив Мартина Бэйфилда и Спенсера Мэтьюза. В этом же месяце Партридж появился в программе «Greatest Talent Show Moments» транслируемой Channel 5. В июне 2018 года Партридж объявил через Twitter, что присоединится к актерскому составу спектакля «Дело напуганной леди».
В сентябре 2018 года сыграл роль крысиного короля в пантомиме «Дик Уиттингтон» в Королевском театре в Плимуте.
С августа 2019 года Джон играет главную роль в британском гастрольном спектакле «Кабаре» вместе с Анитой Харрис и Карой Лили Хейворт.

## Музыкальные записи
В сентябре 2014 года Партридж выпустил свой первый музыкальный альбом под названием «Dames, Dudes + Cowboys Too», состоящий из 11 песен и 10 треков (10 официальных треков, с дополнительной неожиданной песней, встроенной в последний трек). Он провел вечеринку по случаю выпуска альбома в лондонском клубе The Borderline в среду, 17 сентября 2014 года. Партридж работал с несколькими рок- и поп-исполнителями, включая U2, Pet Shop Boys, Kim Wilde, Neneh Cherry, Pete Townshend, Mica Paris и Ultra Nate.

## Личная жизнь
С сентября 2011 года Партридж состоит в гражданском партнерстве с актером Джоном Цурасом.
Мать Партриджа страдала болезнью Альцгеймера. В августе 2014 года актер сообщил, что с 2012 года он потерял 25 килограмм от стресса из-за её состояния. Партридж заявил, что по этой причине он не вернется в сериал «Жители Ист-Энда».
В марте 2018 года Партридж сообщил, что в 2004 году он болел раком яичек.

## Награды и номинации
- 2008 — TV Quick и TV Choice Awards — лучший новичок — номинация[28]
- 2010 — Stonewall Awards — Артист года — выиграна[6]
- 2018 — Победитель Celebrity Masterchef

## Роли в театре

### Пантомимы
| Год       | Название                 | Роль                | Театр                             |
| --------- | ------------------------ | ------------------- | --------------------------------- |
| 2011/2012 | Золушка                  | Прекрасный принц    | Театр Марлоу, Кент                |
| 2013/2013 | Золушка                  | Прекрасный принц    | Королевский театр, Ноттингем      |
| 2013/2014 | Белоснежка и семь гномов | Принц Джон          | Бирмингемский ипподром, Бирмингем |
| 2014/2015 | Белоснежка и семь гномов | Принц Джон          | Большой театр Суонси, Суонси      |
| 2015/2016 | Золушка                  | Прекрасный принц    | Royal &amp; Derngate, Нортгемптон |
| 2017/2018 | Спящая красавица         | Принц Майкл Маравии | Театр Grove, Данстейбл            |
| 2018/2019 | Дик Уиттингтон           | Принц Майкл Маравии | Королевский театр, Плимут         |

### Прочие роли
- Кабаре, ведущий, тур по Великобритании 2019/20
- The View UpStairs — Buddy, 2019, Театр Сохо, Лондон
- Rough Crossing — Turai, тур по Великобритании 2019
- Дело напуганной леди, Таннер, тур по Великобритании, 2018
- La Cage aux Folles — Альбин, тур по Великобритании 2017
- Чикаго — Билли Флинн, тур по Великобритании, 2016
- Строка припева — Зак, The London Palladium, 2013
- Сонная шаперона — Театр Novello, 2007
- Мисс Сайгон — Джон, тур по Великобритании, 2005 г.
- Табу — Мэрилин, Место встречи
- Охота на Снарка — Мясник, Театр принца Эдуарда
- Томми — Капитан Уокер Театр Шефтсбери
- Смазка — Роджер, Театр Доминион
- Исправление — склад Донмар
- Аренда — Роджер Дэвис, Берлин и Дюссельдорф (Германия)
- Нотр-Дам де Пари (мюзикл) — Гренгуар, театр Доминион
- Чёрный идёт со всем — Театр Черчилля, Бромли
- Звёздный Экспресс — Электра, Театр Аполлона Виктории
- Кошки — Rum Tum Tugger
- Дик Уиттингтон — King Rat, Королевский театр, Плимут

## Озвучивание
- 102 далматинец: Щенки спешат на помощь — крот Мэнни (голос)

## Дискография
- Новый звёздный экспресс (1992) в роли Электра Электричка (CD)
- Кошки (1998) в роли Rum Tum Tugger (DVD)
- Аренда (1999) оригинальная немецкая запись в роли Роджера Дэвиса (компакт-диск)
- The Fix (мюзикл) оригинальная запись (компакт-диск)
- Табу (2003) в роли Мэрилин (DVD)
- Кошки Германии (2004) как Рам Там Таггер
- Дамы, чуваки + ковбои тоже (2014)